# Capilla de las Hijas de la Caridad de San Vicente de Paul
La capilla de las Hijas de la Caridad de San Vicente de Paul es un templo católico ubicado en la ciudad de San Fernando, Región de O'Higgins, Chile. Construida en el año 1899, fue declarada monumento nacional de Chile, en la categoría de monumento histórico, mediante el Decreto Supremo n.º 936, del 16 de noviembre de 1984.

## Historia
En 1872 llegaron a San Fernando ocho hermanas de la congregación de las Hijas de la Caridad de San Vicente de Paúl, para organizar el hospital y atender a los enfermos.
En 1884 comenzó la construcción de la capilla del hospital en su patio central, gracias a dineros aportados por el gobierno, y por donación de Mercedes Gómez. Las obras concluyeron en 1889, y al año siguiente se agregó el altar.
En 1952 el hospital fue destruido para ser reemplazado por uno nuevo, pero la capilla se mantuvo como vestigio. El terremoto de 1985 clausuró a la capilla debido a los daños estructurales que tuvo, por lo que fue restaurada en obras que terminaron en 2005.

## Descripción
De estilo neogótico, y de planta de cruz latina, está construida en ladrillo, que en el exterior se presenta a la vista, mientras que en el interior se encuentra estucado. El cielo y la techumbre son de madera.